# Enrique XXXIX de Reuss-Köstritz
Enrique XXXIX de Reuss-Köstritz (en alemán: Heinrich XXXIX Reuß zu Köstritz; 23 de junio de 1891, Ernstbrunn, Baja Austria - 24 de febrero de 1946, Salzburgo, Austria) fue el último príncipe reinante de la rama media de Reuss-Köstritz, una rama y paréage de la Casa de Reuss.

## Vida
Enrique XXXIX era miembro de la rama media de la no gobernante Casa de Reuss-Köstritz. Sus padres fueron el compositor y príncipe Enrique XXIV Reuss-Köstritz (línea media) (1855-1910) y la Princesa Isabel de Reuss-Köstritz (1860-1931).
Estudió ciencias políticas y derecho y completó sus estudios con un doctorado. Desde el 2 de octubre de 1910, tras la muerte de su padre, fue el jefe del paréage de Reuss-Köstritz. Renunció al título asociado de príncipe. Esto le dio a Reuss (línea menor) un voto viril en el Landtag: en consecuencia, fue miembro del Landtag desde el 5 de diciembre de 1912 hasta el 12 de febrero de 1919. La entrada del príncipe en el Parlamento estatal provocó protestas porque aún no había cumplido 25 años. El mandato fue sancionado por decisión del Parlamento el 5 de diciembre de 1912. También fue propietario de los fideicomisos familiares de Ernstbrunn y Hagenberg en la Baja Austria.
Tras la derrota alemana en la Primera Guerra Mundial y las revoluciones alemanas de noviembre, todas los estados monárquicos del Imperio alemán pasaron a ser estados republicanos, incluidas las ramas de Reuss sobrevivientes. Tras esto Enrique XXXIX iría a vivir en Austria y adquirió la ciudadanía de ese país. Por este motivo, su hijo Enrique IV de Reuss-Köstritz (1919-2012) pudo impugnar con éxito la expropiación de sus propiedades en Köstritz y Gera, que tuvo lugar en 1945 en el marco de la reforma agraria, y a principios del siglo XXI recuperó parte de sus tierras en el marco de un acuerdo. 

## Matrimonio y descendencia
El 7 de agosto de 1918 se casó en Castell con Antonia Emma Isabel, condesa de Castell-Castell (18 de abril de 1896-4 de mayo de 1971), hija de Federico Carlos de Castell-Castell. El matrimonio tuvo seis hijos:
- Enrique IV (26 de octubre de 1919-20 de junio de 2012), Príncipe de Reuss-Köstritz.
- Enrique VI (7 de junio de 1922- ?5 de diciembre de 1942), muerto en la batalla de Stalingrado.
- Amadea (23 de julio de 1923)
- Gertrudis (5 de noviembre de 1924 - 22 de septiembre de 2011).
- Enrique VII (14 de mayo de 1927 - 8 de febrero de 2002).
- Isabel (8 de junio de 1932).

### Nota
1. ↑   Referencia al artículo Enrique IV. Desde 1962 se autoproclama sucesor del príncipe heredero Enrique XLV, declarado muerto en 1952, Prinz Reuss.